# Ifodje Atakpamé
Ifodje Atakpamé – togijski klub piłkarski grający w drugiej lidze, a niegdyś w togijskiej pierwszej lidze, mający siedzibę w mieście Atakpamé.

## Sukcesy
- I liga[1]:
  - mistrzostwo (1): 1990.

- Puchar Togo[2]:
  - finał (1): 1988.

## Występy w afrykańskich pucharach
| Sezon | Rozgrywki                            | Runda       | Kraj                     | Klub                 | Dom | Wyjazd | Dwumecz |
| ----- | ------------------------------------ | ----------- | ------------------------ | -------------------- | --- | ------ | ------- |
| 1975  | Afrykański Puchar Zdobywców Pucharów | 1           | Niger                    | Sahel SC             | 1–0 | 2–2    | 3–2     |
| 1975  | Afrykański Puchar Zdobywców Pucharów | ćwierćfinał | Wybrzeże Kości Słoniowej | Stella Club d’Adjamé | 0–1 | 0–4    | 0–5     |
| 1991  | Puchar Mistrzów                      | wstępna     | Niger                    | Sahel SC             | 0–0 | 1–3    | 1–3     |

## Stadion
Domowe mecze klub rozgrywa na stadionie o nazwie Guanha Usdao Pesihu w Atakpamé.

## Reprezentanci kraju grający w klubie od 1995 roku
Stan na styczeń 2023.
| - Abdoul Moubarak Aïgba - Folly Ekoué - Kokou Ganké | - Donou Kokou - Ayara Samoudini |